# Orășeni-Vale
Orășeni-Vale – wieś w Rumunii, w okręgu Botoszany, w gminie Curtești. W 2011 roku liczyła 614 mieszkańców.